# Hôn nhân cùng giới ở New Mexico
Hôn nhân cùng giới đã được công nhận hợp pháp trên toàn tiểu bang tại tiểu bang New Mexico của Hoa Kỳ thông qua phán quyết của Tòa án Tối cao New Mexico vào ngày 19 tháng 12 năm 2013, yêu cầu tất cả các thư ký quận phải cấp giấy phép kết hôn cho các cặp vợ chồng đủ điều kiện tìm kiếm hôn nhân bất kể giới tính. Cho đến lúc đó, các cặp cùng giới chỉ có thể có được giấy phép kết hôn ở một số quận nhất định của tiểu bang. Tám trong số 33 quận, chiếm 58% dân số của bang, đã bắt đầu cấp giấy phép kết hôn cho các cặp cùng giới vào tháng 8 và tháng 9 năm 2013. Thời hiệu hôn nhân của New Mexico không cụ thể về giới tính. Đây là tiểu bang duy nhất thiếu một đạo luật nhà nước hoặc điều khoản hiến pháp giải quyết rõ ràng về hôn nhân cùng giới. Không có luật tiểu bang hoặc phán quyết tư pháp liên quan đến hôn nhân cùng giới trước ngày 19 tháng 12 năm 2013, chính sách cấp giấy phép kết hôn cho các cặp cùng giới được xác định ở cấp quận theo quyết định của cơ quan ban hành địa phương, ví dụ, một số quận được công nhận kết hôn cùng giới và cấp giấy phép kết hôn cho các cặp cùng giới, trong khi những người khác thì không. Bất chấp phán quyết của Tòa án Tối cao New Mexico cho phép các cuộc hôn nhân cùng giới ở bang này, một số bộ lạc người Mỹ bản địa của New Mexico (đáng chú ý nhất là Quốc gia Navajo) tiếp tục cấm kết hôn cùng giới trong phạm vi quyền hạn của họ và không công nhận hôn nhân cùng giới thực hiện ở nơi khác.
Một số ít các cuộc hôn nhân cùng giới đã được cấp phép tại Quận Sandoval vào năm 2004. Việc thực hành đã bị dừng lại sau đó cùng ngày, ngày 20 tháng 2, sau khi Tổng chưởng lý New Mexico Patricia Madrid đưa ra phán quyết rằng họ không hợp lệ.
Vào ngày 21 tháng 8 năm 2013, thư ký quận của Quận Doña Ana, theo sáng kiến của riêng mình, đã bắt đầu cấp giấy phép kết hôn cho các cặp cùng giới. Cuối tháng, ba thẩm phán quận phán quyết các vụ kiện riêng biệt đã ra lệnh cho Quận Santa Fe đầu tiên, sau đó là Quận Bernalillo và sau đó là Quận Taos, cấp giấy phép kết hôn cho các cặp cùng giới, với một thẩm phán thứ tư ra lệnh giống nhau tại Quận Grant vào tháng Chín. Một phán quyết tương tự đã được đưa ra tại Quận Los Alamos, nơi thư ký quận nói rằng cô sẽ không tuân theo lệnh này cho đến khi nó được giữ nguyên vào ngày 4 tháng 9, lần đầu tiên một thẩm phán người Mexico mới khẳng định phán quyết về hôn nhân cùng giới sau khi bị thách thức. Trong khi đó, các thư ký quận tại các Quận San Miguel và Quận Valencia đã thay đổi giấy phép kết hôn cho các cặp cùng giới.
Vào ngày 29 tháng 8 năm 2013, các thư ký quận của New Mexico đã bỏ phiếu nhất trí yêu cầu Tòa án Tối cao New Mexico phán quyết về tính hợp pháp của hôn nhân cùng giới và Tòa án Tối cao đã tổ chức một phiên điều trần về đơn kiện của họ vào ngày 23 tháng 10.
Vào ngày 19 tháng 12 năm 2013, tòa án đó đã ban hành quyết định nhất trí trong Griego v. Oliver cho rằng giấy phép kết hôn phải được cấp cho các cặp vợ chồng không liên quan đến giới tính, biến New Mexico thành tiểu bang thứ 17 để hợp pháp hóa hôn nhân cùng giới.

## Nỗ lực lập pháp
Pháp luật cho phép hoặc cấm kết hôn cùng giới, hoặc sẽ cung cấp cho quan hệ đối tác trong nước, đã được giới thiệu nhiều lần nhưng chưa bao giờ được thông qua.
Vào tháng 1 năm 2008, dự luật hợp tác trong nước HB 9, được ủng hộ bởi Thống đốc Bill Richardson như một phần trong chương trình nghị sự lập pháp của ông, đã thông qua Hạ viện của bang với số phiếu từ 33-31 và được gửi đến Thượng viện tiểu bang, không có hành động nào đối với nó. Một dự luật tương tự đã bị đánh bại trong Lập pháp năm 2007. House Bill 47, với điều kiện hôn nhân chỉ có thể là giữa nam và nữ, và Nghị quyết 3 của House, đề xuất sửa đổi hiến pháp để xác định hôn nhân là giữa nam và nữ, cả hai đều chết khi Lập pháp hoãn lại Ngày 14 tháng 2 năm 2008, không hành động với họ.
Vào ngày 27 tháng 2 năm 2009, luật hợp tác trong nước sẽ cấp cho cả cặp cùng giới và các cặp khác giới, nhiều quyền giống nhau được tìm thấy ở một bang kết hôn đã được bỏ phiếu tại Bang Thượng viện với tỷ lệ 25-17, với 10 đảng Dân chủ và 15 đảng Cộng hòa phản đối luật pháp. Được hỗ trợ bởi Thống đốc Bill Richardson, những người ủng hộ tuyên bố sẽ đưa vấn đề trở lại vào cuối năm 2009.
Vào ngày 15 tháng 2 năm 2010, một dự luật hợp tác trong nước do Thượng nghị sĩ Peter Wirth (D-Santa Fe) tài trợ đã bị đánh bại trong một ủy ban Thượng viện, "[giáng một đòn] vào Richardson, người đã mở rộng nhiều quyền tương tự mà các cặp vợ chồng được hưởng đồng tính nam và đồng tính nữ trong chương trình nghị sự của ông." Một đề xuất sửa đổi hiến pháp được tài trợ bởi Thượng nghị sĩ William Sharer (R-Farmington) sẽ giới hạn hôn nhân với các cặp đôi khác giới đã bị đánh bại bởi một ủy ban Thượng viện khác.
Vào ngày 22 tháng 1 năm 2013, Đại diện Brian Egolf, Dân chủ Santa Fe, đã đưa ra một nghị quyết (Nghị quyết Liên tịch 3), sẽ đưa ra một sửa đổi hiến pháp cho phép kết hôn cùng giới với một cuộc bỏ phiếu phổ biến vào tháng 11 năm 2014. Ông nói: "Điều này sẽ là luật sớm hơn mọi người nghĩ. " Các nhà đồng tài trợ của biện pháp này bao gồm một đảng Dân chủ Santa Fe khác, Đại diện Stephen Easley. Nó đòi hỏi phải được sự chấp thuận của cả hai cơ quan lập pháp. Vào ngày 31 tháng 1, Ủy ban Các vấn đề Người tiêu dùng và Công cộng đã phê chuẩn biện pháp này trong cuộc bỏ phiếu 3-2. Vào ngày 21 tháng 2, Ủy ban bầu cử và bầu cử đã đánh bại nó trong cuộc bỏ phiếu 7-4. Vào ngày 22 tháng 1, Đại diện Nora Espinoza, một người Cộng hòa, đã giới thiệu Nghị quyết chung của Hạ viện 4, sẽ đưa ra một sửa đổi hiến pháp cấm kết hôn cùng giới với một cuộc bỏ phiếu phổ biến vào tháng 11 năm 2014. Ủy ban đã không chấp thuận trong cuộc bỏ phiếu 2-3 vào ngày 5 tháng 2. Cơ quan lập pháp đã kết thúc phiên họp lập pháp vào ngày 20 tháng 2 năm 2014 mà không có bất kỳ hành động nào khác đối với nghị quyết.

#### Pháp luật
Vào tháng 3 năm 2019, Cơ quan lập pháp New Mexico đã thông qua một dự luật trong cả hai nhà nhất trí (Nhà bỏ phiếu 62-0 và Thượng viện bỏ phiếu 39-0) để luật hóa hôn nhân cùng giới. Dự luật đã được Thống đốc Michelle Lujan Grisham ký thành luật vào tháng 4 và có hiệu lực vào ngày 1 tháng 7 năm 2019.